# 倉骨道広
倉骨 道広（くらほね みちひろ、1952年8月14日 - ）は、東京都出身の元プロ野球選手（捕手）。右投右打。現姓・宇田川。

## 経歴
世田谷工業高等学校では、捕手、三番打者として1970年夏の甲子園都予選5回戦まで進むが、桜美林高に1－2で惜敗。
卒業後は東京農業大学に進学。東都大学野球リーグでは二部リーグ2位が最高で、一部昇格はならなかった。
1974年に読売ジャイアンツからドラフト3位指名を受けて入団した。
一軍での出場経験はなく、1977年限りで引退した。

## 詳細情報

### 年度別打撃成績
- 一軍公式戦出場なし

### 背番号
- 39 （1975年）[5]
- 60 （1976年 - 1977年）[6]